# Правила фудбалске игре
Правила фудбалске игре су веома битна ради Фер Плеј-а. Концепт Фер Плеј-а је један од саставних и веома значајних делова фудбалске игре у данашње време. Представља све корисне последице поштовања правила игре, разумевање, поштовање противника, других играча, судијских лица и навијача. Да би свој план спровела у пракси ФИФА је издала веома једноставан и практичан кодекс понашања за играче и навијаче у фудбалској игри.
Фудбал је екипни спорт који се игра лоптом на великом терену са два гола. Циљ игре је убацити лопту у гол противничког тима.

## Терен за игру
Терен за игру има облик правоугаоника и који је обележен линијама. Све линије треба да буду исте ширине и не више од 12 центиметара. Ове линије припадају простору који се обележава. Две дуже граничне линије зову се уздужне линије, а две краће попречне линије. Уздужне линије морају бити дуже од попречних. Терен за игру је средишњом линијом подељен у две половине. На средини средишње линије налази се обележен центар. Око центра се налази обележен лук полупречника 9,15 метара. Дужина терена мора бити најмање 90 метара, највише 120 метара. Ширина терена мора бити најмање 45 метара, највише 90 метара.
Површина терена може бити природна и вештачка подлога у складу са правилима такмичења. Вештачки терен треба бити зелене боје. Када се користи терен са вештачком подлогом, било за међународне клупске утакмице или за утакмице између националних тимова - чланице ФИФА, подлога мора бити у складу са захтевима ФИФА за концепт квалитета вештачких подлога за фудбал или међународних стандарда за подлоге.
Стуб са заставицом, висине не мање од 1,5 метара и заобљен на врху, поставља се на сваки угао. Око сваког угаоног стуба са заставицом повучена је четвртина круга полупречника 1 метар у терен за игру.
Две подвучене линије под правим углом према попречној линији 16,5 метара од унутрашње стране сваког стуба гола. Ове линије се протежу у терен за игру 16,5 метара и спајају се линијом која је паралелна са попречном линијом. Простор ограничен овим линијама и попречном линијом је казнени простор. У сваком казненом простору је обележена тачка на 11 метара од средине између стубова гола на једнакој раздаљини од њих.
Две подвучене линије под правим углом на попречну линију на 5,5 метара од унутрашње стране сваког стуба гола. Ове линије се протежу у терен за игру у дужини од 5,5 метара и спајају са линијом која је паралелна са попречном линијом. Простор ограничен овим линијама и попречном линијом је простор гола.
Голови се постављају на средини сваке попречне линије. Састоје се из два вертикална стуба на једнакој раздаљини од угаоних стубова са заставицама и спојена водоравном пречком. Стубови гола и пречке морају бити од дрвета, метала или другог одобреног материјала. Њихов облик може бити квадратни, правоугаони, округли или елипсасти и не смеју бити опасни за играче. Раздаљина између стубова је 7,32 метара а раздаљина од доње ивице пречке до тла је 2,44 метара. Стубови и пречка имају исту дебљину која не сме прелазити 12 центиметара. Попречне линије терена имају исту ширину као стубови и пречка гола. Мреже се могу причврстити на голу и тло иза гола само ако су прописано разапете и учвршћене да не сметају голману. Голови морају бити чврсто причвршћена у земљу. Покретни голови се могу причврстити само ако испуњавају овај услов. Боја стубова и пречке мора бити бела.

## Лопта
Лопта је округла, начињена од коже или другог погодног материјала, обима не мањег од 68 центиметара и не већег од 70 центиметара, не лакша од 410 грама и не тежа од 450 грама, притисак који одговара од 0,6 до 1,1 атмосфере на нивоу мора.
Ако лопта прсне или се издува током утакмице, утакмица се зауставља и наставља се спуштањем замењене лопте на месту где је прва постала неисправна, осим ако се то догодило у казненом простору. У том случају судија спушта лопту на линију казненог простора, паралелну попречној линији, на месту које је најближе месту на коме се лопта налазила када је игра заустављена. Ако лопта прсне или се издува док није у игри при почетом ударцу, ударцу са гола, ударцу из угла, слободном ударцу, казненом ударцу или убацивању, утакмица се поново наставља на исти начин. Лопта се не може мењати за време утакмице без судијског одобрења.

На основу одредаба Правила 2 у такмичењима организованим под заштитом ФИФА или конфедерација једино се прихватају лопте које носе једно од следећа три обележја:
- Службени лого FIFA APPROVED, (ФИФА потврдила).
- Службени лого FIFA-INSPECTED, (ФИФА испитала).
- Препорука INTERNATIONAL MATCHBALL STANDARD.

Ова обележја указују да су лопте службено исправне и да испуњавају специфичне техничке захтеве за одговарајућу категорију и минималне захтеве Правила 2. Листу додатних специфичних захтева за сваку категорију мора да прихвати Међународни Борд.

## Број играча
Утакмицу играју два тима, од којих се сваки састоји од највише 11 играча, од којих је један голман. Утакмица не може почети ако сваки тим нема најмање 7 играча у замени. 
Свака утакмица која се игра у оквиру службеног такмичења ФИФА, или у такмичењима која организују конфедерације и национални савези, могуће је користити 5 заменa играча. Правила такмичења мора да прецизирају број замених играча, од најмање 3 до највише 7, који се могу пријавити као замени играчи.
На утакмицама националног А тима могу се користити највише шест заменика. У свим осталим утакмицама се могу извршити више замена под условом:
- да одговарајући тимови постигну споразум о највећем броју замена,
- да судија буде обавештен пре почетка утакмице.

Ако судија није обавештен или није постигнут споразум пре почетка утакмице, дозвољено је највише шест замена.
На свим утакмицама имена замених играча се морају дати судији пре почетка утакмице. Замени играчи који нису тада пријављени не могу учествовати на утакмици.
За замену играча, морају се поштовати следећи услови:
- судија мора бити обавештен пре него што се предложена замена учини,
- заменик улази на терен за игру тек када играч кога замењује напусти терен за игру и пошто добије знак одобрења од судије,
- заменик улази на терен за игру само у нивоу средишне линије и за време прекида игре,
- замена је извршена када заменик уђе у терен за игру,
- од тог тренутка, заменик постаје играч, а играч који је замењен, постаје замењени играч,
- замењени играч не може више да учествује у игри,
- сви заменици су под влашћу и одлукама судије, било да су позвани у игру или не.[4]

Било који играч може да замени место са голманом, под условом да је:
- судија обавештен пре него што је замена извршена и
- замена извршена у ток прекида игре.

Ако заменик уђе у терен за игру без судијине дозволе, судија ће:
- игру зауставити (али не одмах ако заменик или замењени играч не утиче на развој игре),
- заменика опоменути, показати му жути картон и захтевати да напусти терен за игру,
- игру наставити индиректним слободним ударцем у корист противника са места где се лопта затекла када је игра заустављена.

Ако играч промени место са голманом, а да судија није претходно обавештен, судија:
- игру неће прекидати,
- играча и голмана ће опоменути и показати жути картон када лопта следећи пут буде ван игре.

За све остале прекршаје овог правила:
- играче који учине прекршај опоменути и показати им жути картон.
- игру наставити индиректним слободним ударцем у корист противника са места где се лопта затекла када је игра заустављена.

Играч који је искључен пре почетка утакмице може бити замењен само са пријављеним замеником.
Пријављени заменик који је искључен било пре, било после почетка утакмице, не може бити замењен.

## Опрема играча
Основна обавезна опрема играча састоји се из следећих појединачних делова одеће:
- дрес са рукавима – ако се носе делови одеће који су испод дреса, боја рукава треба да је иста као и главна боја рукава дреса,
- гаћице (шортс) – ако се носе подгаћице, исте су боје као и главна боја гаћица,
- доколенице (штуцне),
- штитници (костобрани),
- ципеле (копачке).[5]

Играч не сме употребљавати опрему или носити на себи ништа што је опасно за њега лично или другог играча (укључујући и накит било које врсте).
Штитници морају бити:
- потпуно покривени доколеницама,
- направљени од каучука, пластике или одговарајућег материјала,
- да пружају разуман степен заштите.

Обе екипе морају да носе боје које их међусобно разликују, као и од судије и судије помоћника,
сваки голман мора да носи боје које га разликују од осталих играча, судије и судија помоћника.
За било који прекршај овог правила:
- игру не треба заустављати,
- играча који је погрешио, судија ће упутити да напусти терен за игру како би поправио своју опрему
- играч одлази са терена за игру када лопта први пут престане да буде у игри, осим ако играч није већ поправио своју опрему,
- сваки играч упућен са терена за игру да поправи своју опрему, не може се вратити у терен за игру пре него што добије дозволу судије,
- судија контролише исправност опреме играча пре него што му дозволи да се врати у терен за игру,
- играчу се дозвољава да се врати у терен за игру само када лопта није у игри.[5]

Играч који је упућен да напусти терен за игру због прекршаја овог правила и који уђе (или поново уђе) у терен за игру без претходног одобрења судије, биће кажњен опоменом (жути картон).
Ако је утакмица прекинута ради изрицања опомене, утакмицу ће наставити индиректним слободним ударцем играч противничког тима са места где се налазила лопта када је судија прекинуо игру.

## Судија
Сваку утакмицу контролише судија који има потпуну власт у примени Правила игре у вези са утакмицом која му је додељена.
Права и дужности судија:
- примењује Правила игре,
- контролише утакмицу у сарадњи са судијама помоћницима и, када се примењује, са четвртим судијом,
- осигурава да свака лопта припремљена за утакмицу одговара захтевима Правила 2 (Лопта),
- осигурава да опрема играча одговара захтевима Правила 4 (Опрема играча),
- мери време и саставља извештај о утакмици,
- зауставља, привремено или трајно прекида утакмицу, по његовом дискреционом праву, за било који прекршај Правила игре,
- зауставља, привремено прекида или завршава утакмицу због интервенција са стране било које врсте,
- зауставља утакмицу ако је, по његовом мишљењу, било који играч озбиљно повређен и осигурава да буде изнет са терена за игру. Повређени играч може да се врати на терен за игру тек што се утакмица поново настави,
- да дозволи развој игре док лопта не буде ван игре ако је, по његовом мишљењу, играч лакше повређен,
- да се постара да играч који крвари напусти терен за игру. Играч се може вратити само кад добије одобрење од судије који се мора уверити да је крварење заустављено,
- да допусти развој игре када екипа против које је учињен прекршај може да искористи предност и да казни изворни прекршај ако се очекивана предност не оствари,
- да казни најтежи прекршај када играч истовремено учини више од једног прекршаја,
- да предузима дисциплинске казне против играча који су криви за прекршаје опомене или искључења. Он није обавезан да ову радњу одмах примењује, али мора то да учини када лопта први пут буде ван игре,
- да предузима мере против службених лица екипа која немају одговорно држање и, према свом дискреционом праву, да их одмах одстрани са терена за игру и његовог ограниченог дела,
- да интервенише на обавештења судија помоћника који се односе на инциденте које није могао лично да констатује,
- да не дозволи ниједном неовлашћеном лицу да улази у терен за игру,
- да даје знак за настављање утакмице после прекида игре,
- да надлежним органима достави извештај који обухвата информацију о свакој дисциплинској казни коју је предузео против играча и/или службених лица, као и о сваком другом инциденту који се догодио пре, за време или после утакмице.[6]

Одлуке судије о чињеницама у вези са игром, укључујући да ли је или не постигнут погодак, и резултат утакмице су коначне.
Судија може променити одлуку само ако се уверио да је неисправна или, по свом дискреционом праву, после обавештења судије помоћника, све под условом да игра није настављена или утакмица завршена.

### Судије помоћници
Дужност судија помоћника је да показују:
- када цела лопта изађе из терена за игру по земљи или у ваздуху,
- којој се екипи додељује ударац из угла, ударац са гола, убацивање,
- да сигнализирају офсајд положај,
- када се затражи замена играча,
- када се начинио или прекршио неки други инцидент, а да то главни судија није видео,
- када голман, код извођења казненог ударца, напусти линију пре него што је лопта ударена, а лопта пређе линију.[7]

## Трајање игре
Фудбалска утакмица се састоји из два полувремена од по 45 минута:
- цела утакмица траје 2 x 45 минута (90 мин),
- полувреме траје 15 минута,
- продужеци 2 x 15 минута.

Утакмица не може бити продужена, само се надокнађује изгубљено време.
Надокнада изгубљеног времена може бити:
- због замене играча,
- процене повреда играча,
- изношење повређених играча са терена за игру (1 мин),
- намерно расипање времена од екипа,
- било ког другог узрока.

Судија је дужан да води рачуна да игра траје прописано време и да надокнади сваки губитак времена.
Судија почиње да мери време на утакмици од тренутка када почетни ударац буде правилно изведен.
Утакмица трајно прекинута пре истека регуларног времена, поново ће се одиграти изузев уколико правилима о такмичењима није другачије решено.

## Почетак утакмице и наставак игре
На самом почетку утакмице врши се жреб новчићем и екипа која добије жреб бира на коју страну ће нападати у првом
делу утакмице, а друга екипа изводи почетни ударац. У другом делу утакмице почетни ударац изводи екипа која је добила жреб у првом делу утакмице.
Почетни ударац је процедура за почетак утакмице или наставак игре:
- на почетку утакмице,
- после постигнутог поготка,
- на почетку другог дела утакмице,
- на почетку продужетка.

Погодак се може постићи директно из почетног ударца.
Процедура почетног ударца:
- лопта се поставља на средишњу тачку на месту за извођење почетног ударца,
- сви играчи се налазе на сопственој половини терена,
- играчи екипе која не изводи почетни ударац налазе се 9,15 метара од лопте,
- судија даје знак пиштаљком,
- лопта је у игри када се удари и крене напред,
- извођач не смије поново дирати лопту док је не додирне други играч.

Прекршаји/казне:
Ако извођач додирне лопту други пут пре него што је лопту додирнуо други играч, слободан индиректан ударац ће се досудити противничкој екипи са места где се прекршај догодио.

## Лопта у игри и ван ње
По правилима постоје два основна дела игре: лопта у игри и лопта ван игре. Све време од почетног ударца па до краја полувремена, осим када лопта изађе ван граница терена за игру или судија заустави игру, лопта је у игри.
Лопта је ван игре:
- када потпуно пређе попречну или уздужну линију било по земљи или у ваздуху,
- када судија заустави (прекине) игру.

Лопта је у игри у свим осталим случајевима урачунавајући у то:
- када се одбије у терен за игру пошто је додирнула стуб гола, пречку или стубић са угаоном заставицом,
- када се одбије у терен за игру пошто је додирнула судију или судију помоћника када се нашао на терену за игру.[10]

## Погодак
Погодак је постигнут када цела лопта пређе преко попречне линије (линије гола) између стубова гола и испод пречке под условом да пре тога није учињен никакав прекршај од стране екипе у чију је корист постигнут погодак. Циљ фудбалске игре је постизање поготка.
Екипа која оствари већи број погодака за време утакмице је победник. Ако обе екипе постигну једнак број погодака, или ако ниједан погодак није постигнут, утакмица је нерешена.
Када је правилима такмичења одређено да се после нерешене утакмице или нерешеног скора у две одигране утакмице (једна код куће, једна на страни) мора добити победнички тим, дозвољене су само следеће процедуре које је одобрио Међународни Борд:
- правило погодака у гостима,
- продужеци,
- ударци са тачке за казнени ударац (пенали).[11]

## Офсајд
Бити у офсајд положају није само по себи прекршај. Играч је у офсајд положају када је:
- ближи противничкој попречној линији од лопте и претпоследњег противничког играча.

Играч се не налази у офсајд положају када је:
- на сопственој половини терена, или
- у истој висини са претпоследњим противничким играчем, или
- у истој висини са два последња противничка играча.

Играч у офсајд положају се кажњава само ако се, у тренутку када је саиграч додирнуо или одиграо лопту, према мишљењу судије, активно укључује у игру:
- ометањем игре, или
- ометањем противника, или
- извлачећи предност из овог положаја.[12]

Није прекршај офсајда када играч прими лопту директно:
- из ударца са гола, или
- из убацивања, или
- из ударца из угла.

За сваки прекршај офсајда, судија досуђује противничкој екипи индиректан слободан ударац који треба да буде изведен са места где је учињен прекршај.

## Прекршаји и неспортска понашања
Судија ће досудити слободан директан ударац ако играч:
- удари или покуша ногом ударити противника,
- удари или покуша руком ударити противника,
- саплете или покуша да саплете противника,
- скаче на противника,
- напада противника на недозвољен начин,
- гура противника (нпр. рукама),
- држи противника рукама,
- пљуне на противника,
- стартује (уклизава) на противника да не дође у посед лопте па направи контакт са противником пре него што додирне лопту,
- намерно додирне лопту руком.[13]

Казнени ударац (пенал) ће се досудити ако је било који од 10 наведених прекршаја учинио играч у сопственом казненом простору, без обзира на положај лопте под условом да је у игри.
- Пљување је најтежи вид неспортског понашања.
- Пљување на судију у пределу главе и леђа, аутоматски утакмица мора бити прекинута.

Судија ће досудити слободан индиректан ударац ако играч:
- игра на опасан начин,
- спречава кретање противнику,
- спречава голмана да лопту из руке стави у игру.

Слободан индиректан ударац за голмана:
- контролише лопту у рукама дуже од 6 секунди пре него што лопту ослободи из свог поседа,
- поново додирне лопту рукама, коју пошто је ослободио из свог поседа, није додирнуо други играч,
- поново додирне лопту рукама коју му је намерно упутио саиграч његове екипе,
- додирне лопту рукама директно из убацивања које је извршио његов саиграч,
- намерно губи (троши) време.

Играч ће бити опоменут и добити жути картон ако учини било који од 8 прекршаја:
1. крив због неспортског понашања.
2. упорно крши правила игре.
3. одлаже настављање игре.
4. не поштује прописану раздаљину код настављања игре из ударца из угла или слободног ударца.
5. уђе или поновно уђе у терен за игру без дозволе судије.
6. намерно напусти терен за игру без дозволе судије.
7. скине дрес.
8. негодује речима или покретом.

Играч ће бити опоменут и добити црвени картон за следеће прекршаје:
1. крив за озбиљан прекршај игре.
2. крив за насилно (дрско) понашање.
3. пљување на противника или неко друго лице.
4. спречи противника да постигне погодак или заустави очигледну прилику за погодак намерно додирујући лопту руком.
5. добије другу опомену у истој утакмици.
6. коришћење нападачких, увредљивих или насилничких израза или гестова.

Играч који је искључен мора напустити игру, терен за игру, технички простор и мора отићи у свлачионицу.